# Maricultură

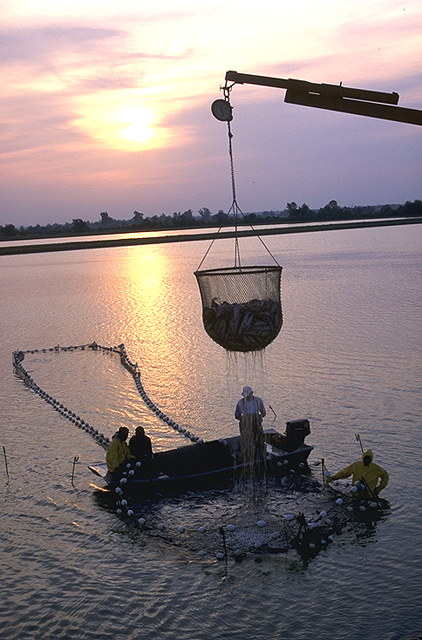
Lucrătorii unei ferme de peşti din Mississippi strângând recolta

Maricultura este o ramură a acvaculturii care se ocupă de creșterea de plante și animale marine de interes economic, în apa mărilor și a oceanelor. Principalele activități conexe sunt creșterea stridiilor (ostreicultura), midiilor (mitilicultura), crustaceelor (creveți, crabi, raci). Maricultura se practică adesea în zone cu ape de mici adâncimi, precum lagunele și estuarele.